# Pierre-Joseph de Clorivière
Pierre-Joseph de Clorivière ou Pierre-Joseph Picot de Clorivière, né le 29 juin 1735 à Saint-Malo (France) et mort le 9 janvier 1820 à Paris, est un prêtre jésuite et écrivain spirituel français chargé de réorganiser la Compagnie de Jésus en France lorsqu'elle est universellement restaurée en août 1814. Il est également le fondateur des Filles du Cœur de Marie.

## Biographie

### Jeunesse et formation
D’une ancienne famille noble bretonne, Pierre-Joseph Picot de Clorivière est le fils de Michel Julien Picot, seigneur de Clorivière, négociant et armateur, et de Thérèse Trublet de Nermont. Il est l'oncle de Joseph Picot de Limoëlan et de l'officier André Désilles de l'affaire de Nancy. Clorivière fait ses études chez les Bénédictins anglais de Douai. Il entre dans la Compagnie de Jésus en 1756, et se trouvait être professeur au collège de Compiègne lorsque les jésuites furent expulsés de France (1762) par décision du parlement de Paris. Il continue sa formation de théologie au séminaire anglais de Liège où il est ordonné prêtre en 1763.

### Apostolat et carrière
Il passe quelques années en Angleterre (sous le nom de Pierre Picot), mais revient en 1767 à Gand (Belgique) où il s’occupe de la formation des jeunes jésuites français en exil. Il prononce ses derniers vœux (engagement définitif dans la Compagnie de Jésus) la veille du jour où elle est supprimée par Clément XIV (15 août 1773). Clorivière rentre à Saint-Malo comme simple prêtre séculier et est d’abord chapelain de religieuses avant de se voir confier la cure de Paramé près de Saint-Malo. Il y écrit son premier ouvrage, une vie de saint Louis-Marie Grignion de Montfort. En 1786 il est supérieur du collège de Dinan.

### Fondateur de congrégations religieuses
Profondément inquiet à la vue des ravages causés par l’esprit anti-religieux des lois révolutionnaires, il quitte la direction du collège en 1790 et se consacre à l’organisation de groupes de vie religieuse adaptés aux circonstances révolutionnaires de son époque. Ce seront des « religieux dans le monde » ne vivant pas en communauté et ne portant pas d’habit distinctif. Ainsi, avec quelques prêtres, il forme la Société du Cœur de Jésus, ou Prêtres du Cœur de Jésus et, avec la collaboration de Adélaïde-Marie Champion de Cicé, il fonde la Société du Cœur de Marie, ou Filles du Cœur de Marie en 1790. Il en écrit les constitutions. Pour marquer la continuité jésuite du groupe, les prêtres de l’Institut du cœur de Jésus prononcent leurs vœux dans la chapelle de Montmartre (Paris), là même où Ignace de Loyola et ses premiers compagnons firent vœu de pauvreté et de chasteté en 1534. Invité à Baltimore par John Carroll, premier évêque américain, Clorivière préfère rester en France, malgré les grands dangers, car le pays a « besoin de prêtres fidèles ». Durant la Terreur (1792-1794) et le Directoire (1795-1799) il vit caché à Paris, portant l’aide des sacrements et de l’eucharistie à des groupes de chrétiens clandestins.

### Arrestation et prison
De 1802 à 1804 il parcourt la France donnant missions villageoises et retraites spirituelles. En 1804, Clorivière est arrêté, soupçonné d’avoir participé au complot (dit « de la machine infernale ») contre le premier consul Napoléon (dans lequel son neveu semble avoir trempé). Il passe plusieurs années à la prison du Temple. Écrivain dans l’âme il y passe son temps à achever des livres de commentaires bibliques. En 1809, il recouvre la liberté.

### Restauration de la Compagnie de Jésus
Dès 1805, ayant appris que Pie VI avait approuvé la présence des jésuites en Russie, il avait demandé et obtenu son affiliation au groupe russe. À sa sortie de prison, il prépare les membres de son institut à entrer dans la Compagnie de Jésus. Lorsque celle-ci est officiellement rétablie « partout dans le monde » (en 1814), le supérieur général Brzozowski charge Clorivière de rassembler et regrouper les anciens membres encore vivants en France et d’y rétablir l’Ordre religieux : il est nommé supérieur et maître des novices. 
À la fin de 1814 il se trouve déjà à la tête de 80 jésuites. Plusieurs maisons sont ouvertes ou rouvertes, telles le petit séminaire de Saint-Acheul et le noviciat de Montrouge (Paris) en 1816. Âgé de 81 ans et physiquement fort diminué - il est presque aveugle - Clorivière demande à être relevé de sa charge. Il se retire alors à Montrouge. Il reste très recherché comme guide spirituel et continue à écrire sur divers sujets théologiques et spirituels, ce qu’il fit, en fait, même durant les années les plus mouvementées de sa vie. Clorivière meurt le 9 janvier 1820.

## Opinion
Témoin direct de ses excès les plus graves et de son esprit anti-religieux, de la Clorivière était de l'opinion que la Révolution française avait son origine dans un complot maçonnique.

## Œuvres principales
Clorivière est un auteur spirituel prolifique, mais la plupart de ses œuvres sont restées à l'état de manuscrits. Parmi les œuvres publiées, celles-ci sont mieux connues:
- Notes spirituelles et retraites, 1763-1773.
- Traité des devoirs d'une abbesse, 1774.
- Le modèle des pasteurs (Mgr de Sernin), Paris, 1775.
- La vie de Louis-Marie Grignion de Montfort, Paris, 1785.
- Directoire des Hermites du Mont-Valérien, 1778.
- Les Excellences de Marie (divers écrits), 1776-1809.
- Les doctrines de la Déclaration des Droits de l'Homme (1793); Vues sur l'Avenir (1794), in : Pierre de Clorivière, contemporain et juge de la Révolution (1735-1820 - Introduction de M. René Bazin, J.de Gigord, Éditeur, Paris, 1926 - (BnF Gallica - Lire en ligne), réédition éditions Delacroix.
- Commentaire moral de l’Apocalypse, 1793-1794.
- Le serment de la liberté et de l'égalité.
- Plan abrégé de la société du cœur de Marie, 1806.
- Explications des épîtres de Saint Pierre, 1809.
- Considérations de sur l'exercice la Prière et de l'Oraison écrit pour les ermites du Mont Valérien, 1802.

### Correspondance
- Chantal Reynier: La correspondance de Pierre-Joseph de Clorivière S.J. à Charles Fleury, S.J. de 1759 à 1815. De la Compagnie supprimée à la Compagnie restaurée, dans AHSI, vol.61 (1992), p.91.
- Chantal Reyner: La correspondance de P.-J. de Clorivière avec T. Brzozowski 1814 à 1818. Le Rétablissement de la Compagnie en France, dans AHSI, vol.64 (1995), p.83.
- Pierre J. de Clorivière – Adélaïde de Cicé : Correspondance 1787-1804, Paris, Beauchesne, 1993.